# Mariah da Penha
Mariah da Penha Santana (Nova Iguaçu) más conocida por su nombre artístico Mariah da Penha es una actriz brasileña.

## Filmografía

### Televisión
| Año  | Título                       | Personaje                          |
| ---- | ---------------------------- | ---------------------------------- |
| 1986 | Doña Bella                   | Maria Aparecida (Cidinha)          |
| 1987 | Helena                       | Isaura                             |
| 1988 | Olho por Olho                | Maria da Penha (Penha)             |
| 1993 | Renascer                     |                                    |
| 1994 | Memorial de Maria Moura      | Íria                               |
| 1994 | Você Decide                  | Jussara (Episódio: Tudo pela Arte) |
| 1999 | Suave veneno                 | Lucilene Barbosa da Silva          |
| 2001 | A Padroeira                  | Eusébia                            |
| 2003 | La casa de las siete mujeres | Viriata                            |
| 2004 | Começar de Novo              | Neuza                              |
| 2005 | Alma Gêmea                   | Clarice                            |
| 2006 | Cobras & Lagartos            | Cleonice                           |
| 2008 | La favorita                  | Jurema                             |
| 2010 | Clandestinos                 | Ana Rosa de Oliveira (Vó Rosa)     |
| 2011 | Aquele Beijo                 | Dalva                              |
| 2013 | Laberintos del corazón       | Emília Fiapo dos Reis (Emilinha)   |
| 2015 | Os Suburbanos                | Dalva de Souza dos Santos (Avóia)  |

### Cine
| Año  | Título        | Personaje                |
| ---- | ------------- | ------------------------ |
| 1999 | Tiradentes    | Rita de Cassia (Ritinha) |
| 2012 | Avanti Popolo | Mujer en banco de onibus |
| 2012 | Disparos      | Enfermería               |